# Autostrada międzystanowa nr 805
Autostrada międzystanowa nr 805 (ang. Interstate 805, I-805) – amerykańska autostrada międzystanowa o długości 28,02 mil (45,09 km) znajdująca się całkowicie w Kalifornii, będąca drogą pomocniczą autostrady międzystanowej nr 5. Omija od wschodu ścisłe centrum San Diego. Oprócz tegoż miasta przebiega również przez Chula Vista i National City. Oficjalnie znana jako Jacob Dekema Freeway.